# Europski ariš
Europski ariš (listopadni ariš, ariš, arež, jelva crljena, lat. Larix decidua) je crnogorična vrsta drveća iz porodice Pinaceae.

## Izgled
Drvo je oko 25 m-35 m visoko, rijetko do 50 m, s deblom čiji promjer može biti i do 160 cm. Deblo je ravno i punodrvno, krošnja je jajastopiramidalna, s vitkim, vodoravnim ili obješenim granama, koje nisu raspoređena u pršljenima.
Kora je vrlo debela (2-4 cm), duboko izbrazdana.
Korijenov sistem je jako razvijen. Ima žilu srčanicu. Razvijena je ektotrofna mikoriza.
Pupovi su crvenkasti, pokriveni s nekoliko ljusaka, te tupo jajoliki.
Iglice (četine) su nježne, tanke, mekane i ušiljene. Svijetlozelene su boje, a u jesen poprimaju zlatnožutu boju te opadaju. Na poprečnom presjeku su plosnato-trokutaste, duge 1 do 4 cm, te 0.6 do 1.6 mm široke. Na dugim su izbojcima pojedinačno i spiralno poredane, a na kratkorastima su u čupercima od 20 do 50 iglica.
Muški cvjetovi su sumpornožuti, jajoliki, a ženski purpurnocrveni, jajastookruglasti. Cvjeta u travnju i svibnju, usporedo s listanjem.
Češeri su duguljasti, s oko 20 - 40 mm duljine i oko 20 mm širine. Sivosmeđe su boje, na kratkoj dršci. Dozrijevaju u kasnu jesen, već prve godine, a ostaju na granama nekoliko sljedećih godina.
Razmnožava se sjemenom. Sjeme je trokutasto i okriljeno, sivosmeđe, dugo 3-4 mm, dok je krilce svijetložuto, dugo 6-8 mm.

## Stanište
Uspijeva na vapnenačkim i dolomitnim podlogama, te na škrljcima, nakčešće u subalpskom i alpskom pojasu (1000 - 2500 m), s rahlim, svježim, ilovasto-pjeskovitim zemlištem. To su krajevi s obilnim padalinama i velikom zraćnom vlagom.
Tvori čiste ili miješane sastojine s jelom, smrčom, bijelim borom, limbom i krivuljem.
Rasporostranjen je po Alpama, Karpatima i u češkoj regiji Sudeti. Nalazi se i izvan prirodnog areala, jer se već odavno kultivira u šumskim sastojinama. Ima primjenu i u hortikulturi.

## Ljekovitost
Koristi se prije svega arišev terpentin.Sadrži eterično ulje kojeg su vodeći sastojci pinen,borneol i 3 - karen,te laricinolnu kiselinu.Djeluje kao i obični terpentin,iritira kožu i djeluje antiseptično.Koristi se u obliku masti,emulzija,flastera i kupki,prije svega kod furunkuloze,apscesa i reumatskih bolesti.Može se koristiti i za inhaliranje kod oboljenja dišnih puteva.